# De Rietmusschen
De Rietmusschen is een natuurgebied langs de rechteroever van de Dommel ten zuidwesten van Nederwetten. Het gebied is eigendom van Staatsbosbeheer.
Een deel van het gebied was vroeger in gebruik als hooiland. Tegenwoordig vindt men er weilandjes, rietvelden, broekbossen en dergelijke. Aan de oostkant wordt het gebied begrensd door enkele bolle akkercomplexen.
Ook liggen enkele afgesneden armen van de Dommel in het gebied.